# Bertil Johansson
Bertil "Bebben" Johansson (født 22. marts 1935 i Göteborg, død 5. maj 2021) var en svensk fodboldspiller (angriber) og -træner.
Johansson spillede hele sin karriere hos IFK Göteborg i sin fødeby og scorede hele 162 mål for klubben, som han vandt det svenske mesterskab med i 1958. Han spillede desuden fire kampe for Sveriges landshold.
Efter sit karrierestop blev Johansson også træner for IFK og førte i denne rolle klubben frem til endnu et mesterskab.

## Titler
Allsvenskan
- 1958 med IFK Göteborg